# Скривери (станция)
Скри́вери (латыш. Skrīveri) — железнодорожная станция в посёлке Скривери, центре Скриверского края Латвии. Станция находится на линии Рига — Крустпилс, имеет 4 рельсовых пути, два из которых электрифицированы. Код по классификации СССР — 10380.

## История
Станция Ремерсхоф (нем. Römershof) открыта в 1861 году. В 1864 году здесь были: здание вокзала, пассажирский павильон, два перрона, жилой дом, товарный склад, небольшое депо, водонапорная башня с паровым насосом, грузовая рампа, две ямы для пепла, колодец и туалет. Станция обладала развитой сетью путей, разворотным треугольником и поворотным кругом. Во время Первой мировой войны пассажирское здание было практически полностью уничтожено. Новое здание построили в 1923 году по проекту архитектора Яниса Неиса, остальная инфраструктура была восстановлена лишь частично. Во Вторую мировую войну здание станции вновь пострадало и в 1951 году построено новое, третье по счёту здание, которое можно видеть в Скривери и в 2015 году..